# Tobiko
Trong ẩm thực Nhật Bản, tobiko (とびこ) là trứng của cá chuồn, thường thấy trong các món sushi, sashimi cũng như nhiều món ăn khác. Trứng có màu đỏ cam, ăn giòn, vị hơi mặn, kích thước chỉ khoảng từ 0,5 đến 0,8 mm, lớn hơn masago (trứng cá trứng) nhưng nhỏ hơn ikura (trứng cá hồi).
Trứng này có thể được nhuộm màu bằng các cách tự nhiên để hợp với món ăn, chẳng hạn như màu đen từ mực của cá mực, màu cam nhạt hoặc vàng từ bưởi yuzu hoặc đôi khi là màu xanh lá kèm vị cay nồng từ mù tạt wasabi. Một suất tobiko có thể gồm nhiều phần, mỗi phần có một màu khác nhau.
Khi ăn cùng sashimi, tobiko thường đi kèm những lát bơ, còn với sushi, nhất là maki sushi, trứng sẽ được rắc lên trên. Sushi cuộn California, phiên bản phương Tây của sushi truyền thống, cũng được ăn kèm tobiko. Trong nhiều trường hợp, masago sẽ được dùng thay cho tobiko do có sự tương đồng về cảm quan và mùi vị.

## Hình ảnh

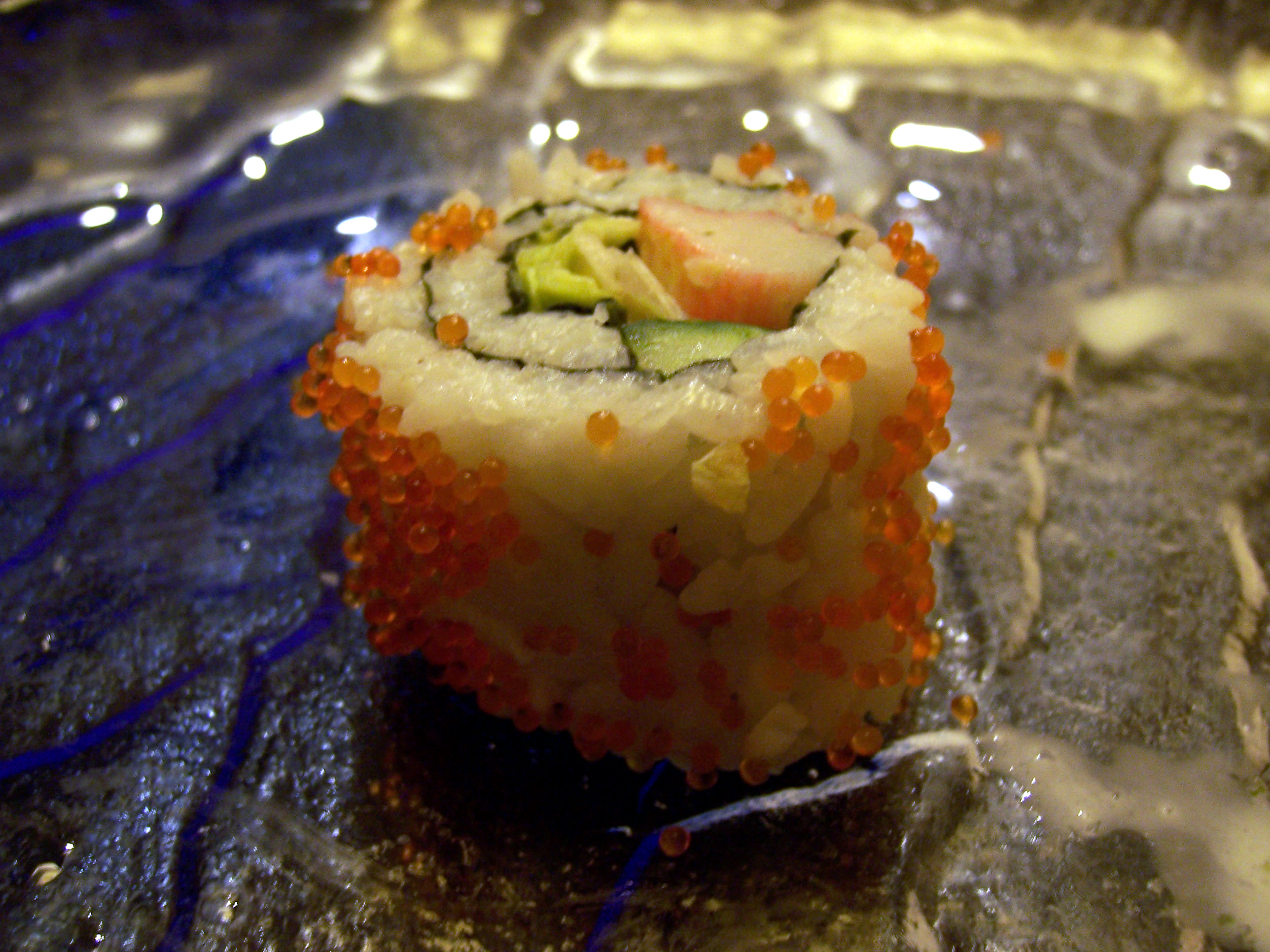
Tobiko rắc quanh sushi cuộn California
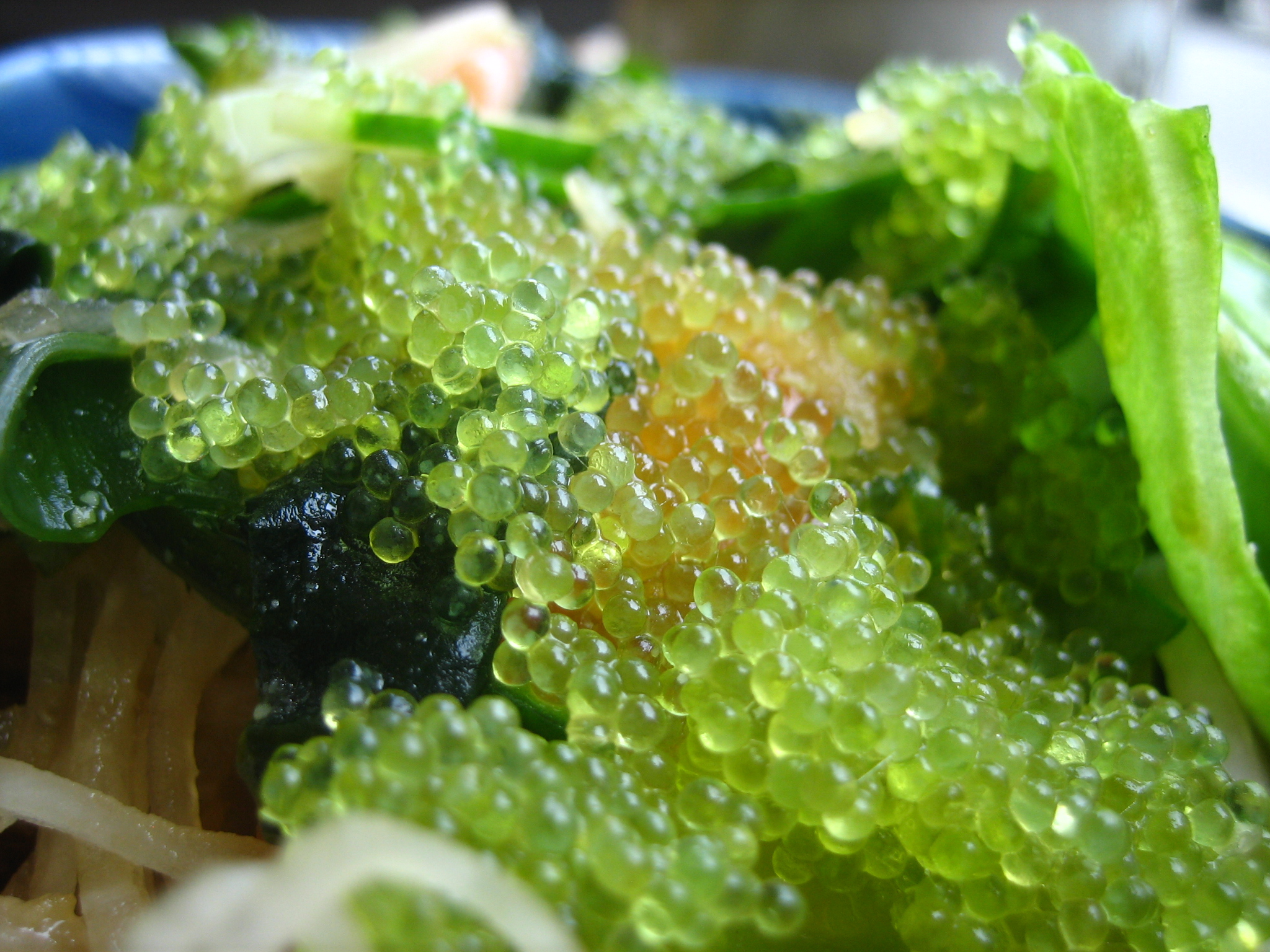
Tobiko xanh
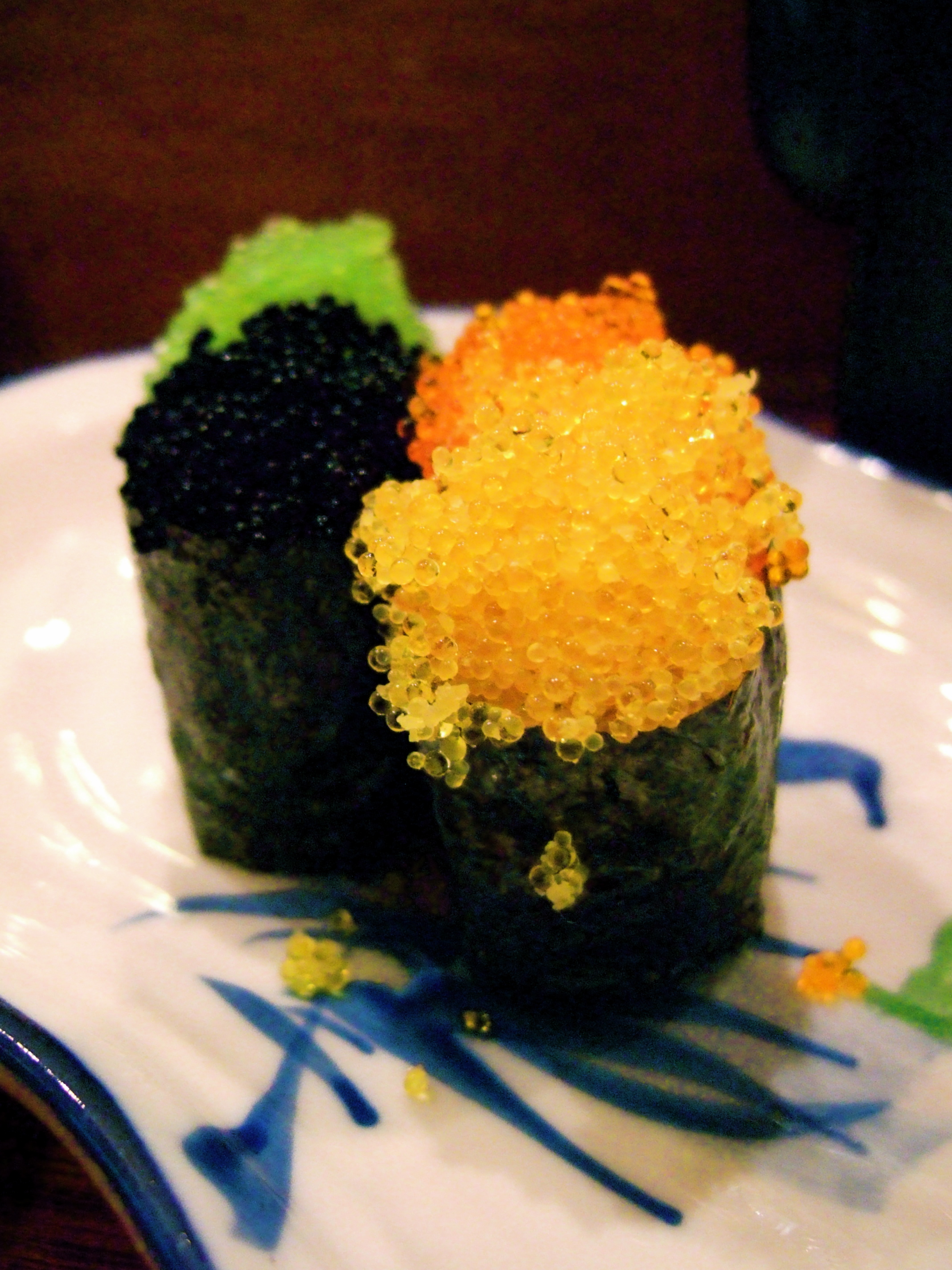
Tobiko vàng
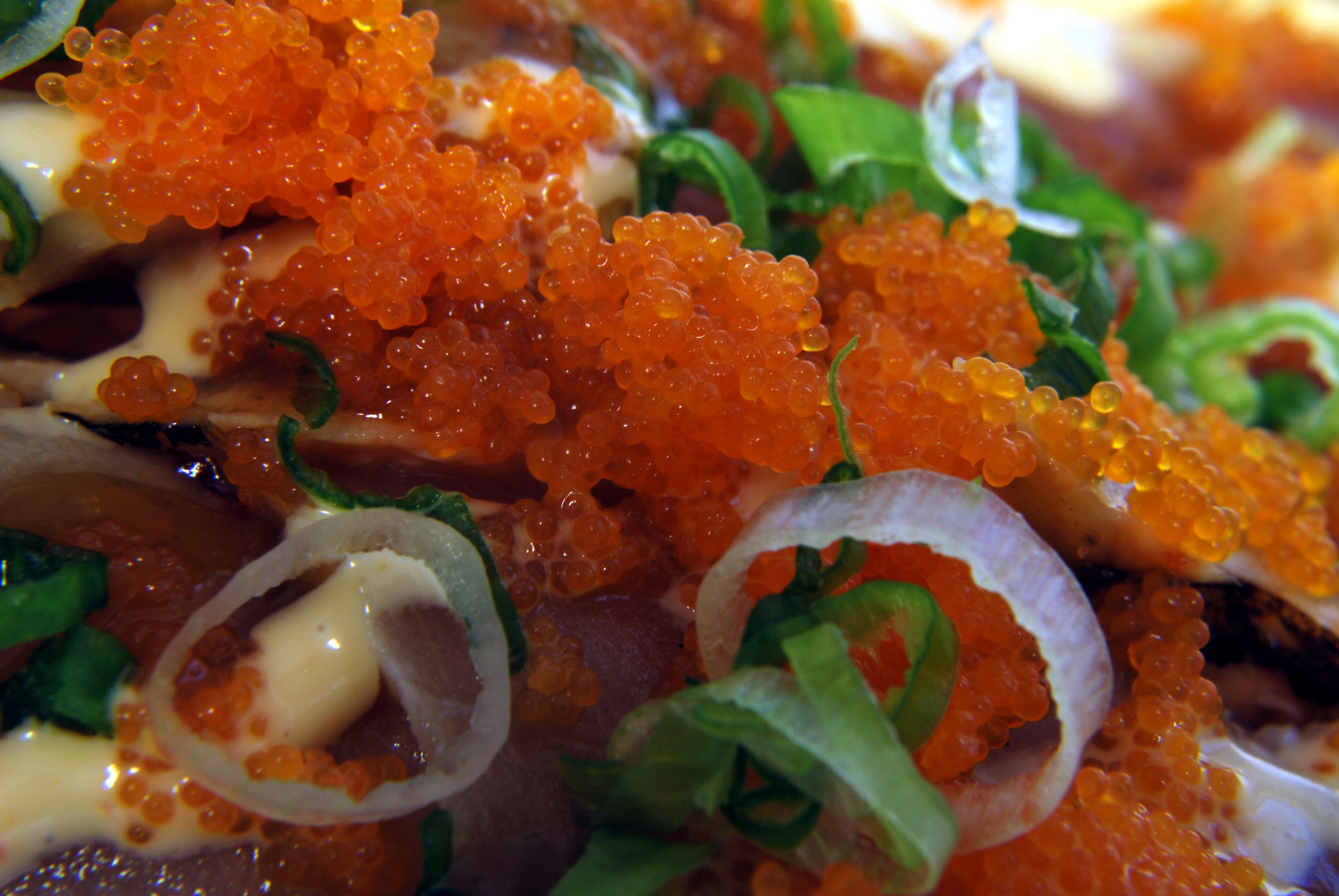
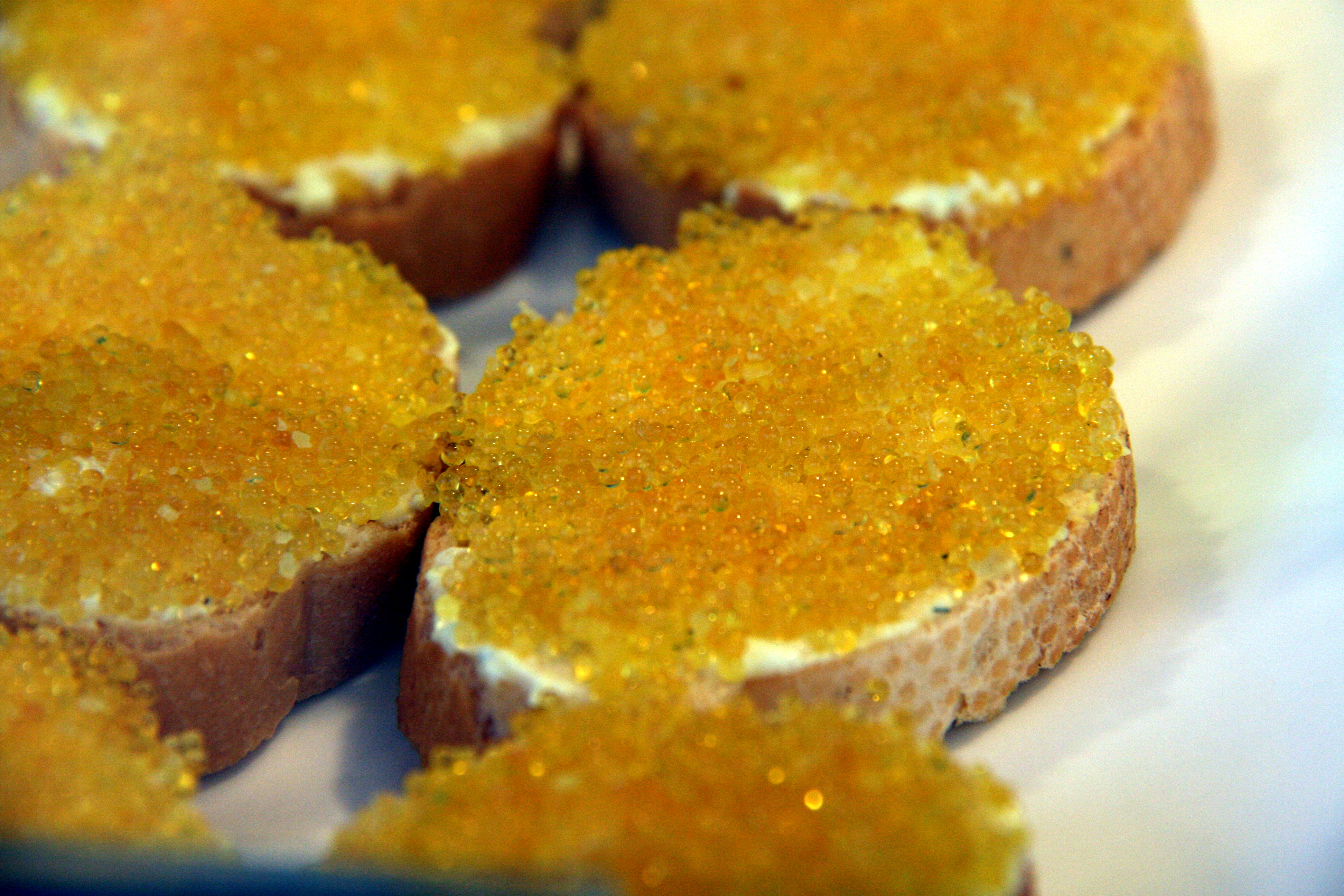
Tobiko yuzu